# Virginia Slims of Oklahoma
Virginia Slims of Oklahoma – nierozgrywany kobiecy turniej tenisowy Kategorii trzeciej i czwartej zaliczany do cyklu WTA Tour. Odbywał się w hali w Oklahoma City w lutym lub marcu. Pierwsze dwie edycje zostały rozegrane w latach 1971–1972. Po trzynastu latach zawody wznowiono. Edycja w 1986 roku została rozegrana na nawierzchni dywanowej, którą później zastąpiona twardą. W 2002 roku turniej został przeniesiony do Memphis.
Najbardziej utytułowanymi tenisistkami w tym turnieju były Brenda Schultz-McCarthy oraz Lori McNeil. Holenderka sześciokrotnie wystąpiła w finałach: cztery razy w singlu (dwa zwycięstwa) oraz dwa w deblu (jeden triumf), podczas gdy McNeil cztery razy w grze pojedynczej (jeden tytuł) i pięć w podwójnej (trzy trofea). Amerykanka ponadto wystąpiła w finale pierwszej edycji w 1986 roku oraz w ostatniej, piętnaście lat później (2001).
W pierwszej edycji, w 1971 roku, Amerykanka Billie Jean King wygrała zawody w grze pojedynczej i podwójnej. Rok później Rosie Casals, jej deblowa partnerka, powtórzyła ten wyczyn. W 1986 roku, Holenderka Marcella Mesker wygrała swój jedyny tytuł rangi WTA w singlu, a dodatkowo triumfowała również w grze podwójnej. W 1998 roku niespełna osiemnastoletnia Venus Williams powtórzyła ten wyczyn, wygrywając rywalizację w obu konkurencjach. Dla Amerykanki również był to pierwszy tytuł w głównym cyklu, lecz nie ostatni.
W latach 1991–1996 Katrina Adams sześć razy z rzędu występowała w finale debla, lecz nigdy nie odniosła w nich zwycięstwa.

## Historia nazw turnieju
| Rok       | Nazwa                           |
| 1971–1972 | Virginia Slims of Oklahoma City |
| 1986–1992 | Virginia Slims of Oklahoma      |
| 1993–1998 | IGA Tennis Classic              |
| 1999–2000 | IGA Superthrift Tennis          |
| 2001      | IGA U.S. Indoor Championships   |

## Mecze finałowe

### Gra pojedyncza
| Rok        | Mistrzyni                  | Finalistka                 | Wynik                      |
| 2001       | Monica Seles               | Jennifer Capriati          | 6:3, 5:7, 6:2              |
| 2000       | Monica Seles               | Nathalie Dechy             | 6:1, 7:6(3)                |
| 1999       | Venus Williams             | Amanda Coetzer             | 6:3, 6:0                   |
| 1998       | Venus Williams             | Joannette Kruger           | 6:3, 6:2                   |
| 1997       | Lindsay Davenport          | Lisa Raymond               | 6:4, 6:2                   |
| 1996       | Brenda Schultz-McCarthy    | Amanda Coetzer             | 6:3, 6:2                   |
| 1995       | Brenda Schultz             | Jelena Lichowcewa          | 6:1, 6:2                   |
| 1994       | Meredith McGrath           | Brenda Schultz             | 7:6(6), 7:6(4)             |
| 1993       | Zina Garrison-Jackson      | Patty Fendick              | 6:2, 6:2                   |
| 1992       | Zina Garrison              | Lori McNeil                | 7:5, 3:6, 7:6(10)          |
| 1991       | Jana Novotná               | Anne Smith                 | 3:6, 6:3, 6:2              |
| 1990       | Amy Frazier                | Manon Bollegraf            | 6:4, 6:2                   |
| 1989       | Manon Bollegraf            | Leila Meschi               | 6:4, 6:4                   |
| 1988       | Lori McNeil                | Brenda Schultz             | 6:3, 6:2                   |
| 1987       | Elizabeth Smylie           | Lori McNeil                | 4:6, 6:3, 7:5              |
| 1986       | Marcella Mesker            | Lori McNeil                | 6:4, 4:6, 6:3              |
| 1973 –1985 | Turniej nie był rozgrywany | Turniej nie był rozgrywany | Turniej nie był rozgrywany |
| 1972       | Rosie Casals               | Valerie Ziegenfuss         | 6:4, 6:1                   |
| 1971       | Billie Jean King           | Rosie Casals               | 1:6, 7:6, 6:4              |

### Gra podwójna
| Rok        | Zwyciężczynie                           | Finalistki                                     | Wynik                      |
| 2001       | Amanda Coetzer Lori McNeil              | Janet Lee Wynne Prakusya                       | 6:3, 2:6, 6:0              |
| 2000       | Kimberly Po Corina Morariu              | Tamarine Tanasugarn Ołena Tatarkowa            | 6:4, 4:6, 6:2              |
| 1999       | Lisa Raymond Rennae Stubbs              | Amanda Coetzer Jessica Steck                   | 6:3, 6:4                   |
| 1998       | Serena Williams Venus Williams          | Cătălina Cristea Kristine Kunce                | 7:5, 6:2                   |
| 1997       | Rika Hiraki Nana Miyagi                 | Marianne Werdel-Witmeyer Tami Whitlinger-Jones | 6:4, 6:1                   |
| 1996       | Chanda Rubin Brenda Schultz-McCarthy    | Katrina Adams Debbie Graham                    | 6:4, 6:3                   |
| 1995       | Nicole Arendt Laura Golarsa             | Katrina Adams Brenda Schultz                   | 6:4, 6:3                   |
| 1994       | Patty Fendick Meredith McGrath          | Katrina Adams Manon Bollegraf                  | 7:6(3), 6:2                |
| 1993       | Patty Fendick Zina Garrison-Jackson     | Katrina Adams Manon Bollegraf                  | 6:3, 6:2                   |
| 1992       | Lori McNeil Nicole Provis               | Katrina Adams Manon Bollegraf                  | 3:6, 6:4, 7:6(6)           |
| 1991       | Meredith McGrath Anne Smith             | Katrina Adams Jill Hetherington                | 6:2, 6:4                   |
| 1990       | Mary Lou Daniels Wendy White            | Manon Bollegraf Lise Gregory                   | 7:5, 6:2                   |
| 1989       | Lori McNeil Betsy Nagelsen              | Elise Burgin Elizabeth Smylie                  | walkower                   |
| 1988       | Jana Novotná Catherine Suire            | Catarina Lindqvist Tine Scheuer-Larsen         | 6:4, 6:4                   |
| 1987       | Swietłana Parchomienko Łarysa Sawczenko | Lori McNeil Kim Sands                          | 6:4, 6:4                   |
| 1986       | Marcella Mesker Pascale Paradis         | Lori McNeil Catherine Suire                    | 2:6, 7:6(1), 6:1           |
| 1973 –1985 | Turniej nie był rozgrywany              | Turniej nie był rozgrywany                     | Turniej nie był rozgrywany |
| 1972       | Rosie Casals Billie Jean King           | Françoise Durr Judy Tegart Dalton              | 6:7, 7:6, 6:2              |
| 1971       | Rosie Casals Billie Jean King           | Mary-Ann Eisel Valerie Ziegenfuss              | 6:7, 6:0, 7:5              |